# 985 в Україні
985 в Україні — це перелік головних подій, що відбулись у 985 році на території сучасних українських земель. Також подано список відомих осіб, що народилися та померли в 985 році.

## Події
- Похід київського князя Володимира разом із союзними торками у Волзьку Булгарію завершився укладенням миру.
- Перші згадки в літописах про Луцьк.